# Australian Championships 1962
Turniej tenisowy Australian Championships, dziś znany jako wielkoszlemowy Australian Open, rozegrano w 1962 roku w Sydney w dniach 5 - 15 stycznia.

## Zwycięzcy

### Gra pojedyncza mężczyzn
- Rod Laver (AUS) - Roy Emerson (AUS) 8:6, 0:6, 6:4, 6:4

### Gra pojedyncza kobiet
- Margaret Smith Court (AUS) - Jan Lehane O'Neill (AUS) 6:0, 6:2

### Gra podwójna mężczyzn
- Roy Emerson (AUS)/Neale Fraser (AUS) - Bob Hewitt (AUS)/Fred Stolle (AUS) 4:6, 4:6, 6:1, 6:4, 11:9

### Gra podwójna kobiet
- Margaret Smith Court (AUS)/Robyn Ebbern (AUS) - Darlene Hard (USA)/Mary Carter Reitano (AUS) 6:4, 6:4

### Gra mieszana
- Lesley Turner Bowrey (AUS)/Fred Stolle (AUS) - Darlene Hard (USA)/Roger Taylor (GBR) 6:3, 9:7